# Jean Heysterbach
Jean Heysterbach OP († etwa 1447) war ein deutscher Ordensgeistlicher, Dominikaner und Weihbischof in Augsburg.
Am 10. Februar 1436, unter Papst Eugen IV., wurde er zum Titularbischof von Adramyttium und Weihbischof in Augsburg ernannt. Am 26. Februar 1436 weihte André Dias de Escobar OSB, ihn in San Barnabe in Florenz zum Bischof. Mitkonsekratoren waren Laurent de Cardi OP, Bischof von Sagone, und Giovanni de Bertoldi OFM, Bischof von Fano.